# Effigie Chalon
L’effigie Chalon (Chalon head) est le nom donné aux séries de timbres-poste illustrées d'un portrait de la reine Victoria, créé à partir d'une peinture d'Alfred Edward Chalon (né vers 1780 à Genève et mort en 1860 à Londres).
Ces timbres, réalisés à New York pour les colonies canadiennes, puis par l'imprimerie Perkins, Bacon and Company de Londres, sont en usage dans plusieurs colonies britanniques des années 1850 jusqu'en 1912 au Queensland. Les colonies concernées sont, dans l'ordre chronologique : la province du Canada en 1851, la Nouvelle-Écosse en 1853, la Tasmanie et la Nouvelle-Zélande en 1855, les Bahamas et le Natal en 1859, Grenade, le Nouveau-Brunswick et le Queensland en 1860, et en 1870 l'île du Prince-Édouard.
Ces séries sont parfois les premiers timbres-poste portant le nom de ces colonies et sont donc l'objet d'études et collections philatéliques classiques.

## Description

### Le portrait originel

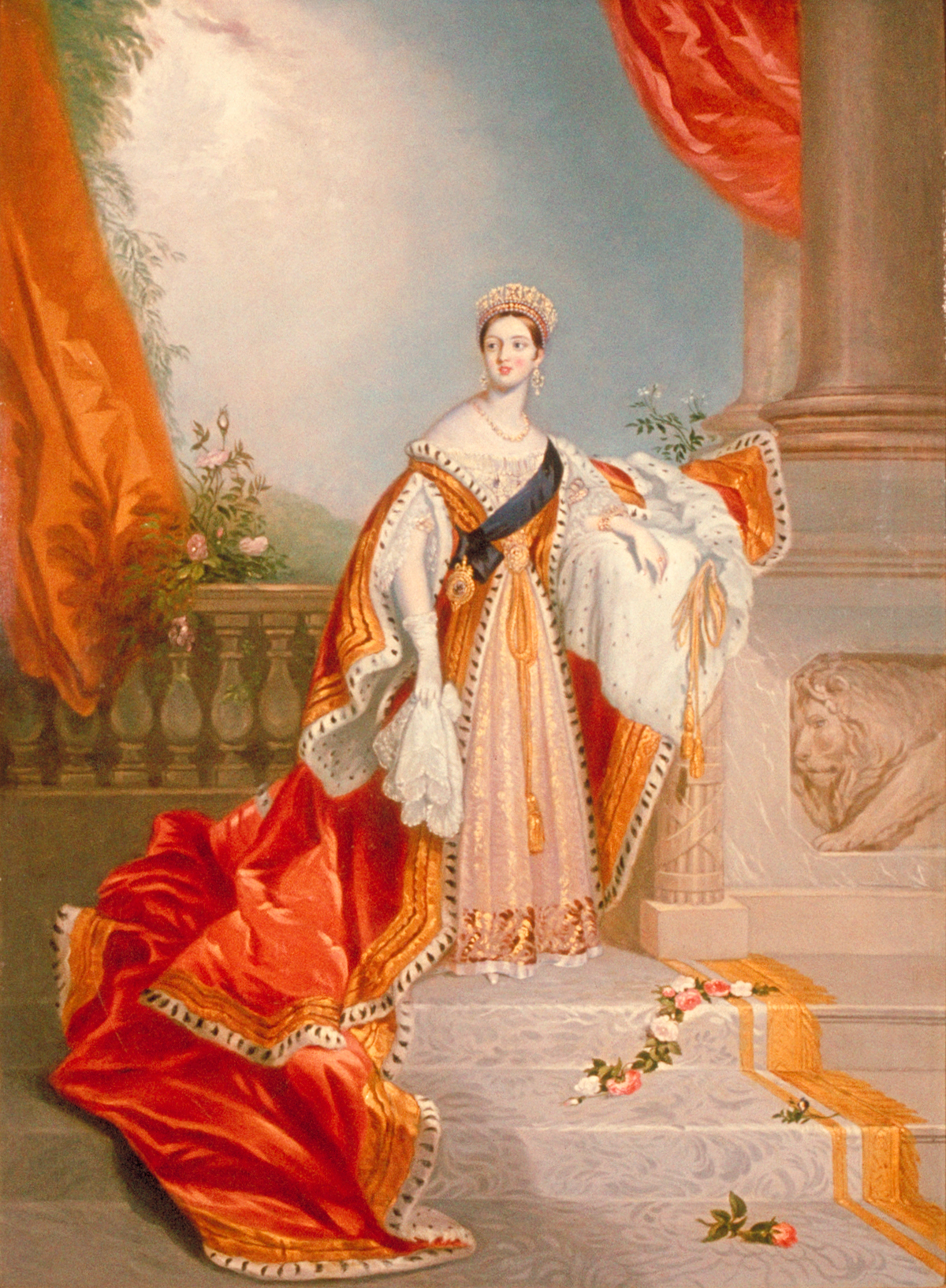
La peinture de Chalon de 1847.

L'effigie est extraite d'un portrait effectué par Alfred Edward Chalon à l'occasion de la première apparition publique de la reine, lors du discours devant la Chambre des lords de prorogation du Parlement, en juillet 1837. Victoria commande le tableau pour l'offrir à sa mère, Victoire.
Portant le diadème d'État du couronnement de George IV de 1820, elle est vêtue d'une robe et d'un long manteau royal. Elle se tient le corps tourné vers la droite en direction de marches. Sa main gauche est posée sur le socle d'une colonne, sur lequel est sculpté un lion. Le visage est tourné vers la gauche.
Ce portrait est également connu comme le « portrait du couronnement » car une reproduction à partir d'une gravure de Samuel Cousins en a été distribuée au public, le 2 juin 1838.

### Les timbres
Sur les timbres de petit format, l'effigie est représentée dans un ovale, qui prend deux principales formes : soit un ovale large qui permet de voir le collier sur le bas du cou de la reine Victoria, soit un ovale moins large qui cache ce bijou.
En Nouvelle-Zélande, le cercle est suffisamment grand pour que la robe et le haut du manteau royal soient visibles.

## Histoire

### Canada

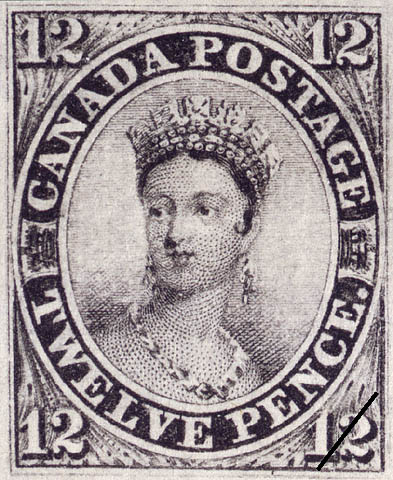
Timbre de 12 pence du Canada de 1851.

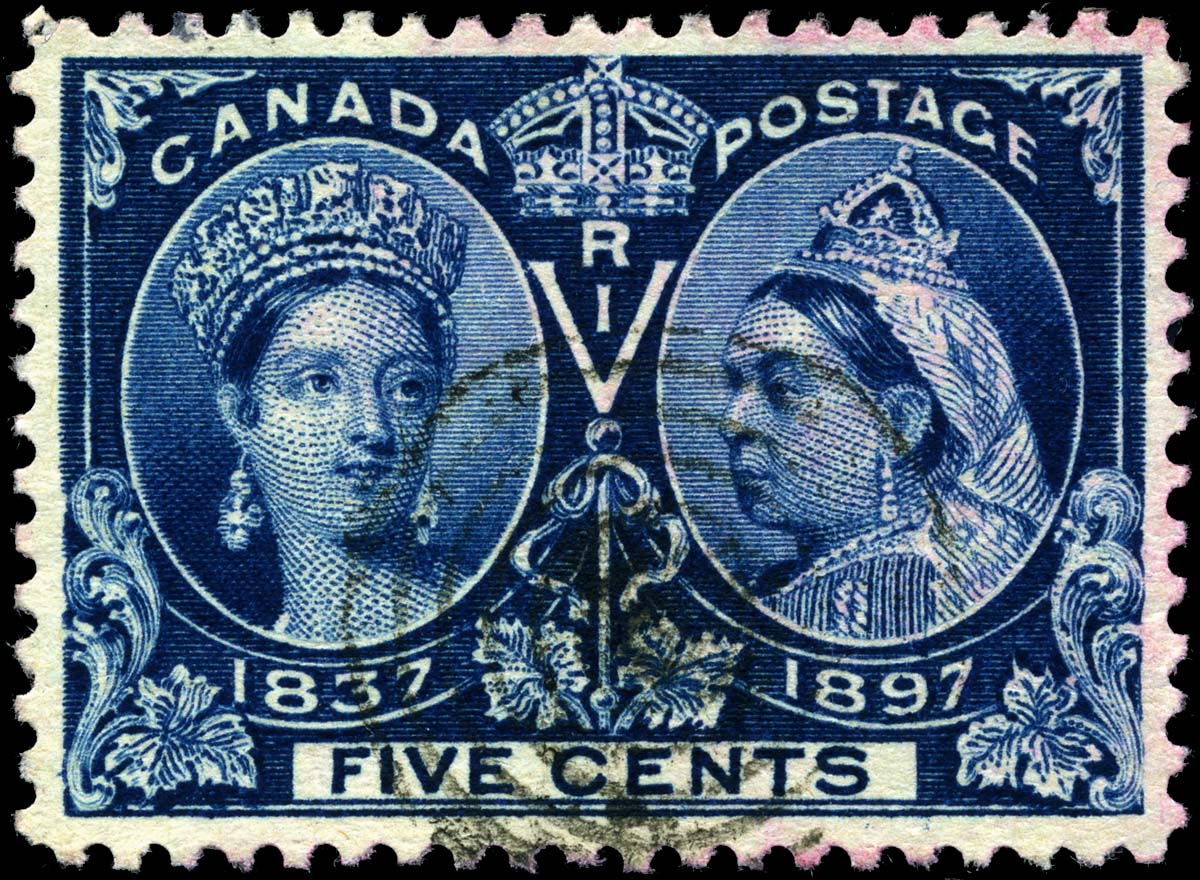
Un des timbres du du règne de la reine Victoria, de 1897.

En 1851, c'est la colonie britannique du Canada-Uni (approximativement l'Ontario et le Québec actuels) qui utilise l'effigie Chalon sur ses premiers timbres. Le 9 avril 1851, l'effigie Chalon apparaît sur deux des six premiers timbres : le 7 pence et demi vert et le 12 pence noir. Le portrait est placé dans un ovale dans lequel sont inscrites les mentions « CANADA POSTAGE » et la valeur faciale en lettres. Il est réutilisé en juillet 1859 sur le 12 cents et demi, pour la première émission en dollar canadien ; sa contre-valeur est indiquée en lettres : « SIX PENCE STERLING ». Comme les autres timbres des séries auxquelles ils appartiennent, les Chalon sont commandés à des imprimeurs new-yorkais : Rawdon, Wright, Hatch et Edson, unis dans l'American Bank Note Company lors de la série de 1859.
Trois autres provinces, ayant émis des timbres-poste avant leur adhésion à la Confédération canadienne, ont connu des timbres à cette effigie : la Nouvelle-Écosse en mai 1853 (une valeur inscrite dans un carré posé sur la pointe, imprimée par Perkins, Bacon & Co), le Nouveau-Brunswick en mai 1860 (trois valeurs imprimées à New York par l'American Bank Note Company) et l'Île-du-Prince-Édouard en juin 1870 (une valeur). Seul, ce dernier est imprimé dans une colonie canadienne par la British-American Banknote Company.
Au temps de la Confédération, pour le soixantième anniversaire du règne de la reine Victoria en 1897, l'effigie Chalon apparaît sur une série commémorative de grand format avec un second profil, plus âgé, d'après un portrait de Heinrich von Angeli de 1886. Émise le 19 juin 1897, la série de seize timbres d'un demi-cent à cinq dollars provoque des critiques : seulement 75 000 timbres d'un demi-cent et 150 000 pour le six cents sont imprimés en raison d'un manque d'usage possible. Mais, face à la menace d'une spéculation, la poste canadienne ne vend ces deux valeurs que si l'acheteur se procure la série entière pour 16,205 dollars dont deux unités dépassent le tarif maximum de l'époque (3,59 dollars).

### Nouvelle-Zélande

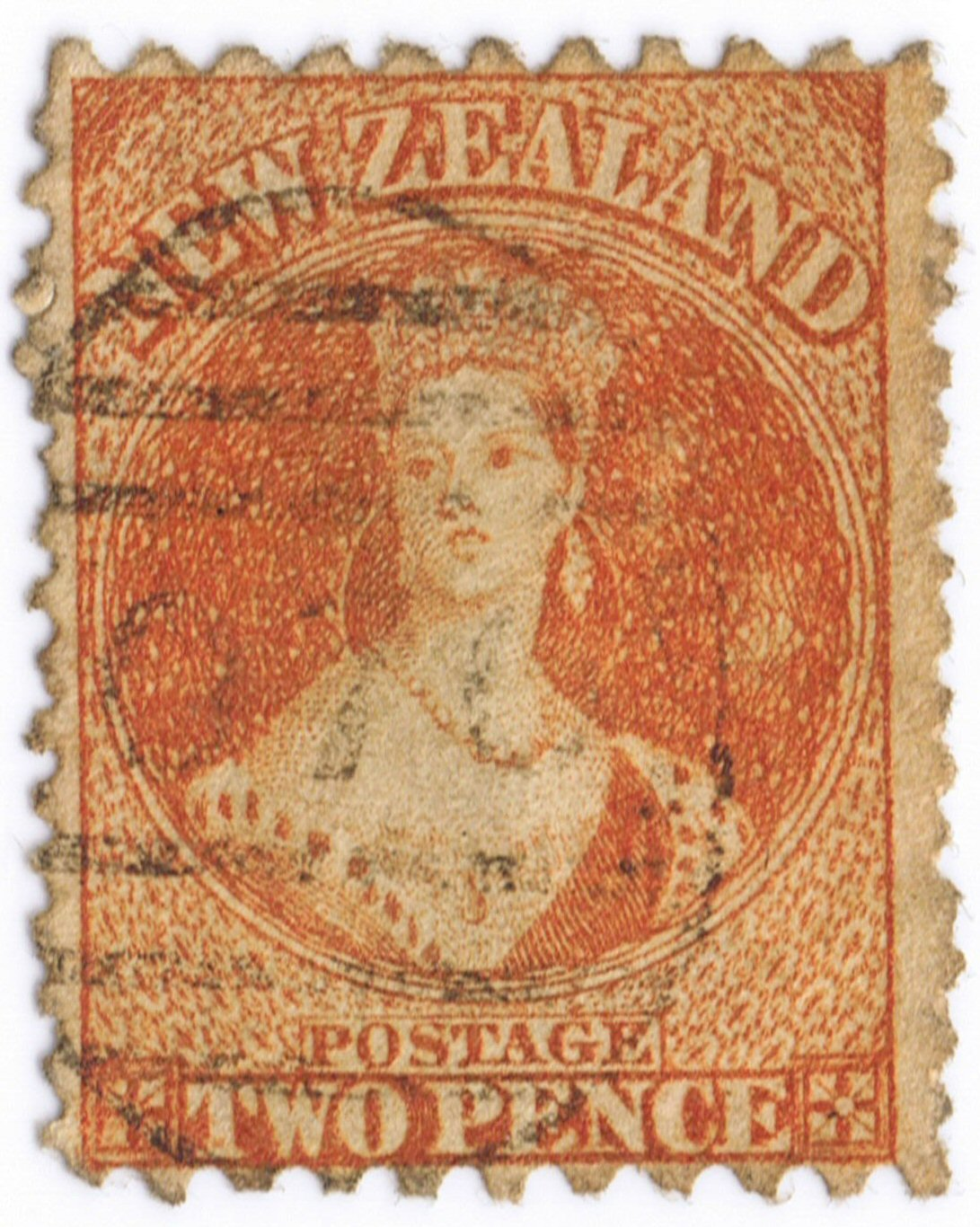
Timbre de Nouvelle-Zélande de 1871

En Nouvelle-Zélande, l'effigie Chalon illustre les premiers timbres du pays de 1855 à 1873, Victoria restant elle-même l'unique sujet de ces figurines jusqu'à la série des paysages de 1898. L'effigie est placé dans un cercle de diamètre suffisamment grand pour voir le haut de la robe royale. En philatélie néo-zélandaise, l'émission est également appelée « Full Face » puisque la reine est de face alors que la plupart des timbres depuis 1840 la représentent de profil.
Si les premiers timbres de 1 penny et 2 pence de 1855 sont imprimés à Londres par Perkins, Bacon and Company, dès 1856, ce sont des imprimeurs d'Auckland qui réalise les nouvelles émissions : J. Richardson, puis John Davis en 1862.
La dentelure apparaît à la fin des années 1850, mais ne concernent pas tous les timbres, et peut prendre plusieurs formes (points, lignes ou perforations). À cause d'une pénurie de papier au filigrane d'une étoile à six branches, le filigrane « NZ » distingue les timbres de 1864.

### Tasmanie

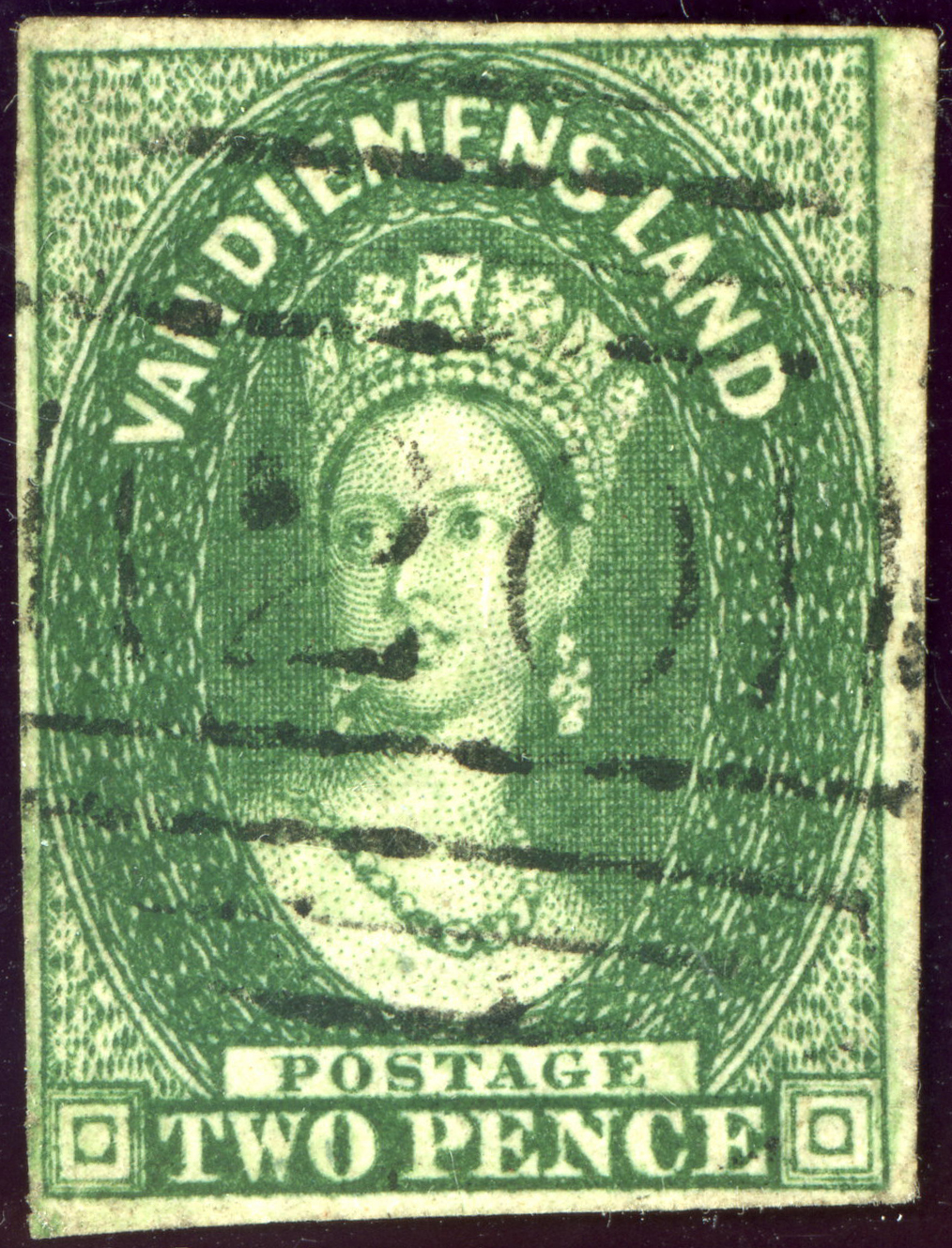
Timbre de la Terre de Van Diemen de 1855

La Terre de van Diemen sur sa seconde émission de 1855 sous ce nom, puis à partir de 1858 à 1870 sous le nom de Tasmanie, emploie le portrait d'après Chalon gravé par W. Humphrys.
L'imprimeur britannique Perkins Bacon crée trois ornements autour de l'effigie en 1855, 1857 et 1858 qui servent jusqu'en 1870. Les plaques d'impression sont envoyées en Tasmanie où différents imprimeurs locaux, puis l'imprimerie du gouvernement après 1864, réalisent des réimpressions.

### Bahamas

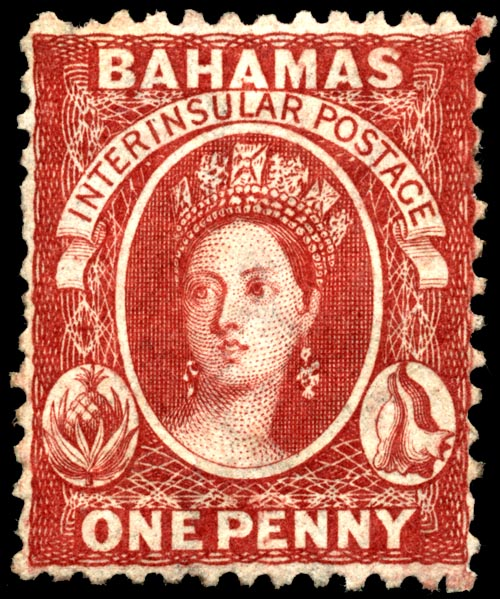
Timbre de 1863, utilisant le dessin de 1859.

En juillet 1858, pour remplacer les timbres britanniques, le gouverneur des Bahamas, Charles John Bayley, demande la réalisation d'un timbre pour le courrier intérieur, circulant entre les îles de l'archipel. Dans son courrier, il soumet le dessin d'un timbre rond dont le cercle extérieur porte les mentions et le rond central deux des principales productions de la colonie : un fruit d'ananas sur son pied et une conque. Cependant, l'imprimerie Perkins, Bacon and Company juge qu'un tel timbre serait trop difficile à imprimer et à denteler.
Le projet se dirige alors vers la gravure de l'effigie de la reine d'après le portrait de Chalon. À la demande du gouverneur, les deux productions bahaméennes sont ajoutées : l'ovale de l'effigie s'en trouvant réduit, le collier porté par Victoria n'est pas visible sur le 1 penny carmin. Sous le nom « BAHAMAS » horizontal, une banderole indique l'usage de cette valeur : « INTERINSULAR POSTAGE » pour « port entre île ». La première livraison de timbres imprimés à Londres est mise en vente aux Bahamas le 10 juin 1859. À partir de septembre 1860, ils sont dentelés, mais les perforations ne sont au point qu'après 1863, à raison de 14 trous aux deux centimètres.
Pour remplacer les timbres du Royaume-Uni sur le courrier à destination de l'Amérique du Nord et de la métropole, deux nouvelles valeurs sont émises en décembre 1861 : un quatre pence rose et un six pence gris. Sur celles-ci, les deux médaillons de l'ananas et de la conque sont omis et le collier de la reine est désormais visible.

### Queensland
Lorsqu'il se sépare de la Nouvelle-Galles du Sud, le Queensland émet ses premiers timbres au type Chalon en 1860 et les remplace en 1880. Néanmoins, lorsqu'il est décidé de créer de fortes valeurs faciales (de 2 shillings à une livre), l'effigie est reprise en 1882 dans un timbre plus grand, imprimé en taille-douce ou en lithographie, et sert jusqu'à l'émission des timbres d'Australie, en 1912.

### Natal

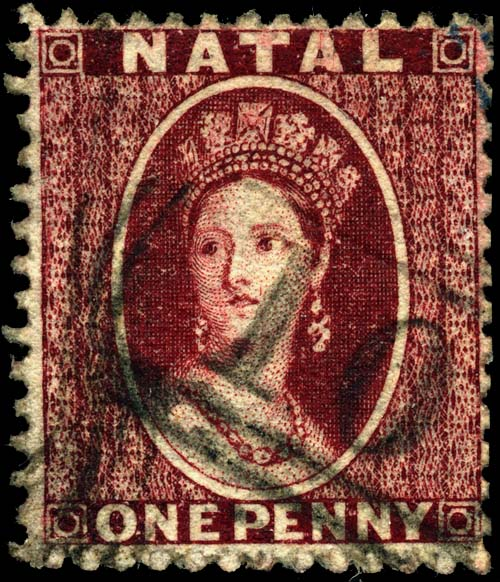
Timbre du Natal de 1863.

En 1859, le Natal, colonie du sud de l'Afrique, remplace ses timbres-poste imprimés en relief et à sec par l'effigie Chalon qui est utilisé jusqu'en 1867.

### Grenade
Grenade a utilisé deux illustrations différentes du type Chalon pour ses premiers timbres-poste.
En 1859, l'illustration s'inspire désormais de graphisme utilisé pour d'autres colonies (nom de la colonie et valeur en lettres inscrite horizontalement sur un fond de couleur uni, respectivement en haut et en bas du timbre). Le collier est visible. En 1875, le médaillon est réduit au diamètre d'un petit cercle qui laisse seulement voir le visage de la reine. En 1883, le type est remplacé.

## Collection et études
Les timbres à l'effigie inspirée de la peinture de Chalon sont les tout-premiers ou parmi les premiers timbres de ces colonies. Leur collection est donc développée dans le cadre de la philatélie classique et de l'histoire postale du XIXe siècle.
Pour les Chalon de Bahamas, Louis Bradbury, trésorier de la Royal Philatelic Society London (RPSL) de 1927 à 1945, est réputé pour sa collection de timbres de cette colonie, mais également de documents et de correspondance entre les services gouvernementaux britanniques et l'imprimeur Perkins Bacon. À sa mort, en 1950, sa collection est léguée à la RPSL.
Ces timbres à l'état neuf et en bon état appartiennent aux timbres les plus cotés de la philatélie coloniale britannique. En février 2006, lors de la dispersion de la collection de l'industriel Gawaine Baillie, un 12 pence noir du Canada-Uni, peu acheté à l'époque à cause de sa forte valeur, est vendu 116 000 livres sterling, et un Chalon de Nouvelle-Zélande atteint 69 000 livres pour une impression de Londres.

### Sources de l'article
- Ron Negus[18], « The Queen in close-up » [« la Reine en gros plan »], article sur la série des Bahamas paru dans Stamp Magazine no 73-9, septembre 2007, pages 46-48. Une partie de l'article est illustrée à partir de la collection documentaire et philatélique que Louis Bradbury légua à la RPSL.